# مكرم عبيد
وليم مكرم عبيد باشا (25 أكتوبر 1889 - 5 يونيو 1961) سياسي ومحام ومفكر مصري، شغل منصب وزير المواصلات ثم وزير المالية في مصر في 3 وزارات، يعد أحد رموز الحركة الوطنية في مصر، حيث كان ضمن الوفد المصاحب لسعد زغلول باشا ونفي مع بقية الوفد إلى جزيرة مالطا وعادوا بعد ثورة 1919، ويُعد من أبرز رموز حزب الوفد بعد تأسيسه عام 1918، وبعد وفاة سعد زغلول تولّى منصب سكرتير لحزب الوفد وترشح لعضوية مجلس النواب حتى عام 1946، وأحد مفكري مصر في حقبة الأربعينيات والخمسينيات.
ولد مكرم عبيد في قنا في صعيد مصر عام 1889، درس القانون في جامعة أوكسفورد، وحصل على ما يعادل الدكتوراه في عام 1912، عمل سكرتيرا لصحيفة الوقائع المصرية ثم سكرتيرا خاصا للمستشار الإنجليزي أثناء الحرب العالمية الأولى، ثم عمل في المحاماة واختير نقيباً للمحامين، وفي عام 1919م انضم إلى حزب الوفد، وفي عام 1928 عُيِّن وزيراً للمواصلات، وفي عام 1935 أصبح سكرتيرا عاما للوفد، وبعد معاهدة 1936 عُيِّن مكرم عبيد وزيراً للمالية، وحصل على الباشوية، وشارك في الوزارات الثلاثة التي تشكلت برئاسة كل من أحمد ماهر والنقراشي في عام 1946، وبعد خلافات دبّت داخل حزب الوفد قرر الانفصال وتأسيس الكتلة الوفدية وقدّم مكرم عريضة تضم مخالفات مالية في مجلس النواب تعرف ب«الكتاب الأسود»، لكن تسببت في عزله لاحقاً من مجلس النواب ثم اعتقاله.
كان مكرم عبيد خطيباً بارعاً، حيث ساهم في ذلك إتقانه الشديد للّغة العربية، يُعد مكرم عبيد أيضاً هو صاحب فكرة النقابات العمالية وتكوينها، والواضع الأول لكادر العمال في مصر ووضع الحد الأدنى للأجور وتوفير التأمين الاجتماعي لهم، وواضع نظام التسليف العقاري الوطني، كما أنه صاحب الأخذ بنظام الضريبة التصاعدية للدخل، وتوفي عام 1961.

## نشأته
وُلد مكرم عبيد في 25 أكتوبر عام 1889 في إحدى قرى مدينة قوص بمحافظة قنا، لعائلة من أشهر العائلات القبطية وأثراها، كان اسمه وليم مكرم جرجس ميخائيل عبيد، وكان والده يعمل في مجال الإنشاءات وبسبب جهوده في إنشاء خط السكة الحديدية بين نجع حمادي والأقصر حصل على لقب الباكوية.

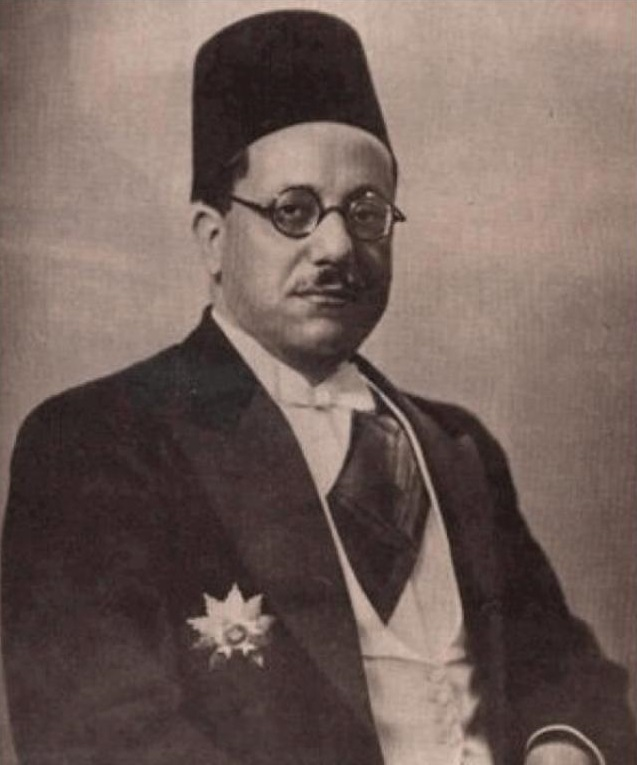
مكرم عبيد

التحق بالمدرسة الأمريكية في أسيوط ودرس القانون في أكسفورد، وحصل على درجة امتياز في القانون عام 1908، واستكمل دراسته القانونية في ليون بفرنسا وحصل على ما يعادل الدكتوراه في عام 1912.

## حياته
في عام 1913م عمل سكرتيراً للوقائع المصرية، واختير سكرتيراً خاصا للمستشار الإنجليزي طوال مدة الحرب العالمية الأولى، ولكن بسبب كتابته رسالة في معارضة المستشار الإنجليزي «برونيات» شارحاً فيها مطالب الأمة المصرية وحقوقها إزاء الإنجليز قاموا بالاستغناء عنه، ثم عُيِّن بعد ذلك أستاذًا بمدرسة الحقوق لعامين كاملين وفي عام 1919 انضم إلى حزب الوفد وعمل في مجال الترجمة والدعاية في الخارج ضد الاحتلال الإنجليزي حتى إن الجريدة الناطقة بلسان حزب الوفد أطلقت عليه لقب “الخطيب المفوه”.
اشتغل مكرم باشا بالمحاماة، وكرّس وقته للدفاع عن المقبوض عليهم في تهم سياسية ومن لاحقه البوليس السياسي، ولا زالت أصداء مرافعاته معروفة في تاريخ المحاماة في مصر حيث كان يعتمد في دفاعه على التحليل المنطقي لدوافع الجريمة، وكان يستشهد بالقرآن في مرافعاته كثيرا، اُختير نقيباً للمحامين ثلاث مرات وكان هو الذي قام بالدفاع عن عباس محمود العقاد حين اتهم بسب الذات الملكية.

## نشاطه السياسي

### مع سعد زغلول

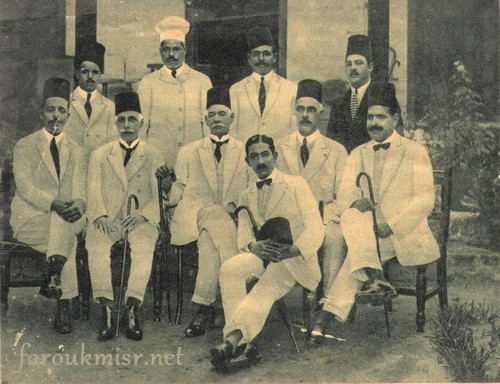
صورة للوفد المصري المصاحب لسعد زغلول قبل نفيهم إلى جزيرة مالطا

في عام 1919م انضم إلى حزب الوفد وتولِى العمل في مجال الترجمة والدعاية في الخارج ضد الحكم والاحتلال الإنجليزي وكان له دعاية نشطة في إنجلترا وفرنسا وألمانيا، ولما نُفي سعد زغلول ثار مكرم عبيد وقام بإلقاء الخطب والمقالات مما تسبب في القبض عليه ونفيه هو الآخر.

### توليه الوزارة

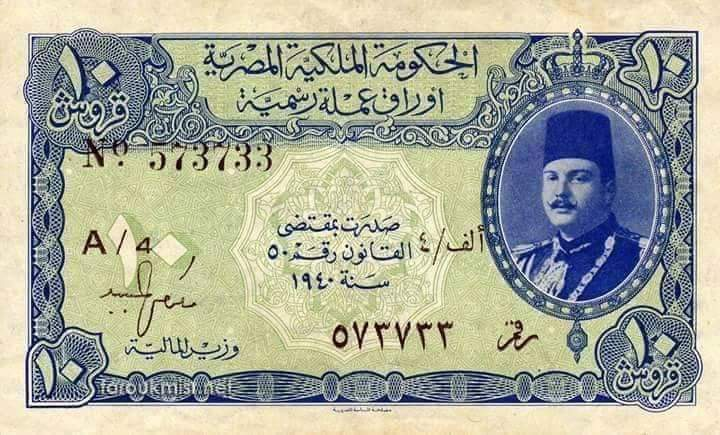
عشرة قروش موقعة من وزير المالية مكرم عبيد

شكّل مصطفى النحاس الحكومة عام 1928م وعُيِّن مكرم وزيراً للمواصلات، وفي عام 1935 أصبح سكرتيراً عاماً للوفد، وبعد معاهدة 1936 عُيِّن مكرم عبيد وزيراً للمالية، وحصل على الباشوية، وشارك في الوزارات الثلاثة التي تشكلت برئاسة كل من أحمد ماهر والنقراشي في عام 1946.

### الكتلة الوفدية

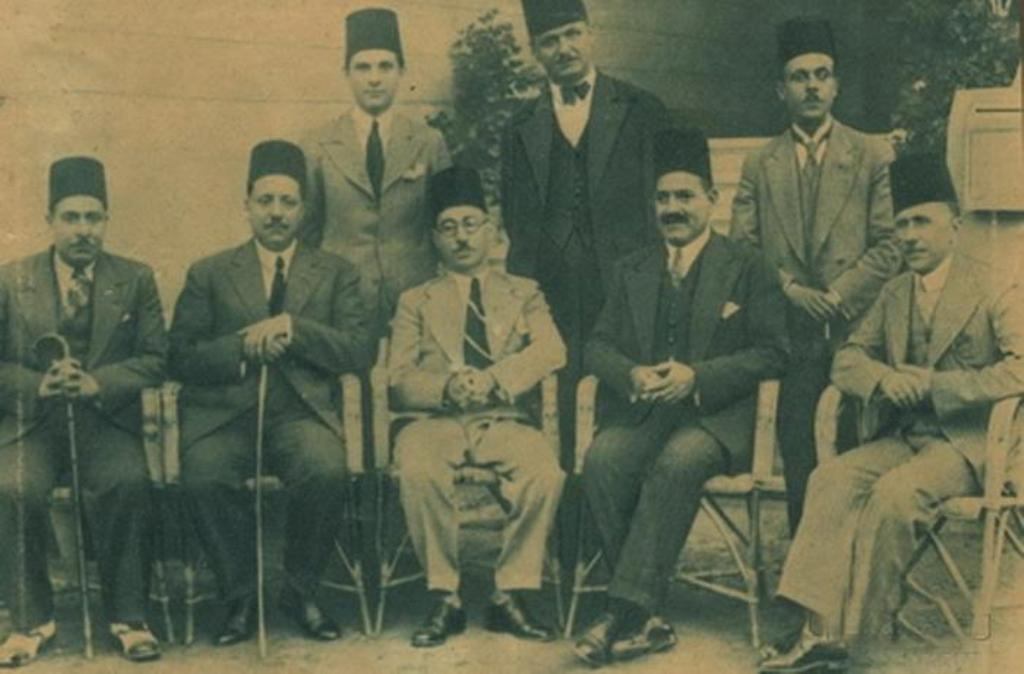
صورة تجمع قادة حزب الوفد

لم تمضِ حياة مكرم عبيد على وتيرة التفاهم والتصالح، حيث وقع في عام 1942 أكبر خلاف له مع رئيس الوفد مصطفى باشا النحاس، وهو الخلاف الذي كان سببه الرئيسي “زينب هانم”، زوجة النحاس، والتي أرادت إزاحة مكرم حتى يمكن تجهيز فؤاد باشا سراج الدين لخلافة النحاس، على الرغم من أن الفضل يعود إلى مكرم عبيد في ضم سراج الدين لحزب “الوفد” هو الخلاف الذي أدى إلى انشقاق عبيد عن الوفد وتشكيله “الكتلة الوفدية” التي أصدر لها جريدة خاصة، حيث شاركت في الوزارات التي تشكلت برئاسة أحمد ماهر والنقراشي عام 1946.

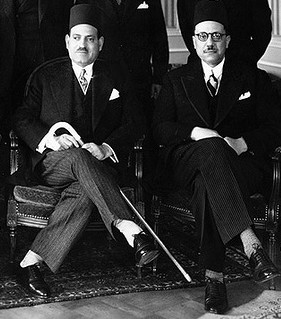
مكرم عبيد مع مصطفى النحاس

بعد تعيين عبيد وزيرا للمالية رصد مخالفات عديدة، وجمعها في وثائق، وقام بطبع ما سمى بعد ذلك بالكتاب الأسود وقدم به عريضة للملك، بأحوال البلد وروى فيه ما حدث في حزب الوفد، من فضائح ومخالفات، وتقدم باستجواب لمجلس النواب، ووقف يعرض وقائع استجوابه، وجاءت الردود عليه، أمراً فادحاً. وانتهى الاستجواب بعد ثلاثة أيام.
وتقدم حسن ياسين باقتراح لإسقاط عضوية مكرم باشا من مجلس النواب لأن هذا الرجل كان سكرتيراً للوفد وصديقاً لمصطفى النحاس وابنا لسعد زغلول لم يعد جديراً بشرف النيابة، فجرى تصويت على الفور وفي نفس الجلسة، رغم أن فكري أباظة كان قد طلب إحالة الموضوع للجنة الشئون الداخلية في المجلس فرفض طلبه، وفصل مكرم عبيد من عضوية مجلس النواب.

### اعتقاله
أصدر رئيس الوزراء مصطفى النحاس باشا، أمراً عسكرياً باعتقال مكرم عبيد باشا. وبالفعل تم اعتقاله بمقتضى قانون الطوارئ ووضع في السجن.

## مناصبه الوزارية
| الوزارة        | بداية الفترة | 0            | مجلس الوزراء                          | عهد         |
| -------------- | ------------ | ------------ | ------------------------------------- | ----------- |
| وزير المواصلات | 16-مارس-28   | 25-يونيو-28  | وزارة مصطفى النحاس باشا الأولى        | الملك فؤاد  |
| وزير المالية   | 01-يناير-30  | 19-يونيو-30  | وزارة مصطفى النحاس باشا الثانية       | الملك فؤاد  |
| وزير المالية   | 09-مايو-36   | 01-أغسطس-37  | وزارة مصطفى النحاس باشا الثالثة       | الملك فاروق |
| وزير المالية   | 01-أغسطس-37  | 30-ديسمبر-37 | وزارة مصطفى النحاس باشا الرابعة       | الملك فاروق |
| وزير المالية   | 04-فبراير-42 | 26-مايو-42   | وزارة مصطفى النحاس باشا الخامسة       | الملك فاروق |
| وزير التموين   | 01-أبريل-42  | 14-مايو-42   | وزارة مصطفى النحاس باشا الخامسة       | الملك فاروق |
| وزير المالية   | 08-أكتوبر-44 | 15-يناير-45  | وزارة أحمد ماهر باشا الأولى           | الملك فاروق |
| وزير المالية   | 15-يناير-45  | 24-فبراير-45 | وزارة أحمد ماهر باشا الثانية          | الملك فاروق |
| وزير المالية   | 24-فبراير-45 | 15-فبراير-46 | وزارة محمود فهمي النقراشي باشا الأولى | الملك فاروق |

## علاقته بحسن البنا

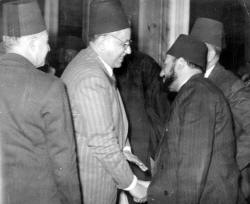
مكرم عبيد مع حسن البنا

استطاع مكرم عبيد باشا أن يكوِّن علاقة خاصة الشكل مع جماعة الإخوان المسلمين، حيث كانت هناك علاقات تربط الإخوان والكتلة الوفدية وكانا يتبادلا الزيارات، وكان حسن البنا يحظى بمكانة خاصة لديه، ويعد مكرم عبيد هو السياسي الوحيد الذي شيّع جنازة الشيخ حسن البنا بجانب والده بعد أن منع البوليس السياسي في هذا الوقت أن يقترب أي رجل من منزل البنا وإلا تعرض للاعتقال باستثناء مكرم عبيد نظرًا لمنصبه الحكومي.
بعد ثلاث سنوات من رحيل البنا طلبت مجلة الدعوة -التي أسسها بعض أعضاء جماعة الإخوان- من عبيد أن يكتب مقالًا بسيطًا عنه وهي المقالة التي كتب فيها عبيد “فإذا كنتم أيها الإخوان المسلمون، قد فقدتم الحاكم الأكبر، الخالد الذكر، فحسبكم أن تذكروا أن هذا الرجل الذي أسلم وجهه لله حنيفًا، قد أسلم روحه للوطن عفيفًا، حسبكم أن تذكروه حيًّا في مجده، كلما ذكرتموه ميتًا في لحده.

قال مكرم عبيد عن حسن البنا: 
| مكرم عبيد | وكان لي الحظ أن يزورني فضيلةُ الشيخ حسن البنا -رحمه الله- في منزلي ودار حديث طويل تبادلنا فيه المشاعر الشخصية والوطنية، وكنت أراه في حديثه أبعد ما يكون عن الشكليات، مما جعلني أعتقد أنه رجل قل مثيله بيننا في التعمّق تفكيراً والتنزّه ضميراً. ولقد زرته -رحمه الله- إثر موته في منزله، فكانت زيارة لن أنسى -ما حييت- أثرها الفاجع والدامع، ولقد هالني أن أجد قوة من البوليس تحاصر الشارع الذى به منزل الفقيد، ولولا أن ضابط البوليس عرفني فسمح لي بالمرور لما تيسر لي أن أؤدي واجب العزاء. | مكرم عبيد |

## نشاطه الحقوقي

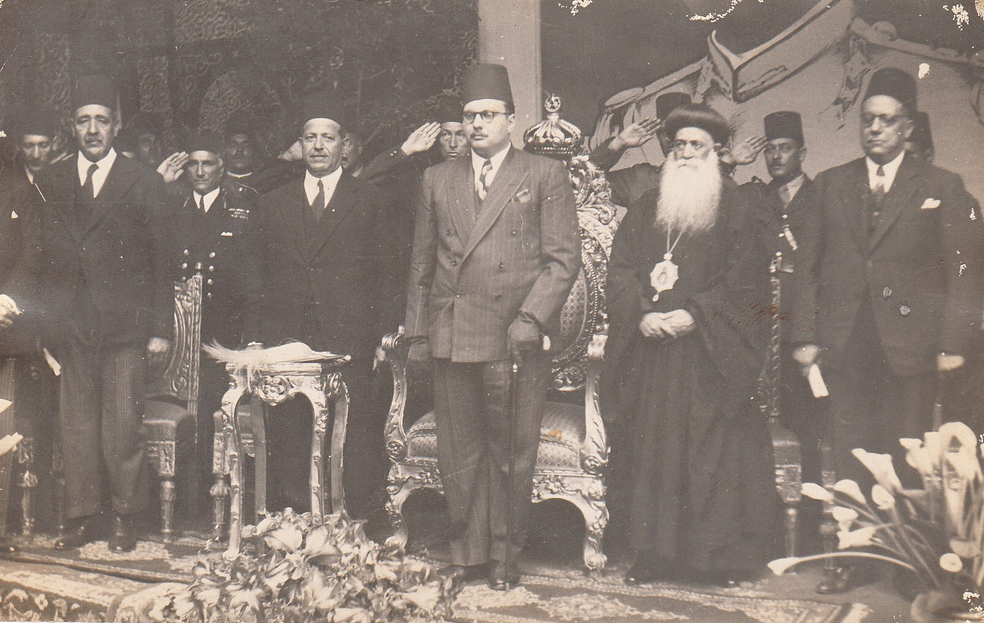
صورة مكرم عبيد مع الملك فاروق والبابا مكاريوس الثالث والنقراشي باشا

يُعد مكرم عبيد هو صاحب فكرة النقابات العمالية وتكوينها، والواضع الأول لكادر العمال في مصر، وتوفير التأمين الاجتماعي لهم، وواضع نظام التسليف العقاري الوطني، كما أنه صاحب الأخذ بنظام الضريبة التصاعدية للدخل.
وساهم في دعم حرية الرأي والصحافة والاجتماع، واعتبر القيد الوارد على الحريات ـ وقاية النظام الاجتماعي، عبارة مطاطة تفسح لأي حاكم مستبد المجال للعبث بالحريات المقدسة.
وتحدث عن وجوب إلغاء الحبس الاحتياطي في جرائم الرأي، وحظر إقالة الوزارة إلا إذا سحب البرلمان الثقة منها، وحظر إعلان الأحكام العرفية فلا يجوز إعلانها إلا إذا اشتبكت البلاد في حرب فعلية داخل حدودها، على أن يحاط هذا الإعلان بالضمانات الدستورية والنيابية الواجبة، وعلى ألا تعلن الأحكام العرفية لمجرد قيام أسباب خطيرة يخشى معها اختلال الأمن لأن مثل هذه التعبيرات قد تسمح بالعبث في التفسير.

## وفاته
توفي مكرم عبيد في 5 يونيو 1961م، وتم تأبينه بالكنيسة المرقسية بالأزبكية وقد شارك أنور السادات نيابة عن الرئيس جمال عبد الناصر في تأبينه، ودفن بالقاهرة.

## تكريمه
أطلق أسمه على أحد الشوارع الرئيسية بحي مدينة نصر بالقاهرة، ويعد هذا الشارع حالياً من أهم الشوارع في مدينة القاهرة.

## مؤلفاته
قام بوضع كتاب «الكتاب الأسود في العهد الأسود» وهو كتاب يتضمن فضائح حزب الوفد، الذي رأس الحكومة في عام 1943، أثارت الصحف ما تضمنه «الكتاب الأسود» من فضائح للنحاس وطاقم حكومته، وغضب الملك فاروق من ذلك، وطالبت المعارضة الملك بمحاسبة النحاس، وهدّد الملك بإقالة الحكومة ولكن السفير البريطاني رفض. وأوعز النحاس لأعضاء حزبه بمجلس الشيوخ تقديم أسئلة برلمانية له عما تضمنه الكتاب الأسود، وقام النحاس من خلال البرلمان بالرد على الاتهامات التي ساقها عبيد في كتابه.

## أبرز أقواله
- «إن مصر ليس وطنا نعيش فيه بل وطنا يعيش فينا»
- «اللهم يا رب المسلمين والنصارى اجعلنا نحن المسلمين لك وللوطن أنصاراً، واجعلنا نحن نصارى لك، وللوطن مسلمين».
- “إنه لم يتخذ أي منا من ذكراه عبرة فيجاهد في سبيل وطنه كان هو الحي الميت وحق لي أن أقول: أيها الميت الحي، أنت سعد! أيها الحي الميت.. أنت عبد!” في نعي سعد زغلول.
- “إنني كما أقرأ الإنجيل أقرأ القرآن وأستشهد بآياته بل وأتعظ بعظاته لأنني أؤمن بالواحد الديان سبحانه في كمال علمه وصفاته”
- «إنّ الذي ينتصر على غيره قويٌ، ولكنَّ الذي ينتصر على نفسه أقوى.»
- «التاريخ العربي سلسلة متصلة؛ بسبب اللغة، والثقافة العربية، وأن على العرب أن يسلكوا الطريق الذي سلكه الأوروبيون، بأن يقيموا تنظيمًا يلتفون من خلاله في ميثاق قومي واحد؛ لبذل الجهود من خلال النضال العربي المشترك؛ من أجل الحرية والاستقلال».[7]